# テンプテーション (ヘヴン17の曲)
「テンプテーション」(Temptation)は、ヘヴン17がリリースした楽曲。彼らの2枚目のスタジオ・アルバム『ザ・ラクシャリー・ギャップ』に収録されている。
イギリスのシングルチャートで2位を記録、1992年にはブラザーズ・イン・リズムによるリミックス・ヴァージョンがリリースされ、こちらもシングルチャートで4位を記録している。

## トラックリスト

### 1983年盤
1. テンプテーション
2. ウィ・リヴ・ソー・ファスト

### 1992年盤
1. テンプテーション（ブラザーズ・イン・リズム・リミックス・エディット）
2. テンプテーション（ブラザーズ・イン・リズム・リミックス）
3. テンプテーション（7" バックトラック）
4. テンプテーション（ブラザーズ・イン・リズム・インストゥルメンタル）
5. テンプテーション（オーケストラ・テーマ・フロム・テンプテーション）

## チャート

### オリジナル・ヴァージョン
| 国別チャート (1983年)                     | 最高位 |
| ----------------------------------------- | ------ |
| オーストラリア (Kent Music Report)        | 38     |
| フランス (SNEP)                           | 20     |
| アイルランド (IRMA)                       | 3      |
| オランダ (Dutch Top 40)                   | 27     |
| オランダ (MegaCharts)                     | 25     |
| ニュージーランド (Recorded Music NZ)      | 15     |
| イギリス (OCC)                            | 2      |
| 全米 ダンス・クラブ・ソングス (Billboard) | 34     |
| 西ドイツ (Media Control Charts)           | 11     |

### ブラザーズ・イン・リズム・ミックス
| チャート (1992–1993年)                 | 最高位 |
| -------------------------------------- | ------ |
| オーストラリア (ARIA)                  | 64     |
| ドイツ (Media Control Charts)          | 42     |
| アイルランド (IRMA)                    | 9      |
| オランダ (Dutch Top 40)                | 16     |
| オランダ (Single Top 100)              | 18     |
| イギリス (OCC)                         | 4      |
| イギリス ダンス・チャート (Music Week) | 1      |